# ذي سعدي (حزم العدين)

تعديل مصدري - تعديل

ذي سعدي محلة تابعة لقرية النجادي، التابعة لعزلة حقين بمديرية حزم العدين إحدى مديريات محافظة إب في الجمهورية اليمنية، بلغ تعداد سكانها 238 حسب تعداد اليمن لعام 2004.